# Santa Barbara dei Cannonieri
Crkva svete Barbare od topnika ili it. Santa Barbara dei Cannonieri ili it. Santa Barbara dei Cannonieri e dei Marinai je malo vjersko zdanje u središnjem Napulju, južna Italija. Nalazi se na Rua Catalana, u blizini crkve San Giacomo degli Italiani. Crkva ugrađena u Castel Nuovo u Napulju također se nazivala Santa Barbara (ili prema drugim izvorima San Sebastiano).

## Povijest
Ova je crkva tijekom godina ugostila mnoge skupine. U početku izgrađena na ostacima crkve iz 14. stoljeća po narudžbi obitelji Serguidone; zvala se Santa Maria dell' Incoronatella, (kako bi se razlikovala od veće crkve Incoronata). Do kraja 16. stoljeća crkva je udomila bratovštinu Bianchija, koji su 1583. osnovali glazbeni konzervatorij, nazvan Konzervatorij Pietà. Ova se grupa ubrzo preselila na novo mjesto na Via Medina. Crkva je postala župna crkva. Početkom 17. stoljeća u njoj je bila smještena još jedna bratovština, ona Santa Maria della Pietà, a crkva je postala poznata kao Pietatella (kako bi se razlikovala od veće crkve Pietà dei Turchini). Sadašnja zgrada premještena je na ovu sadašnju lokaciju na Rua Catalana u 19. stoljeću u široku vico Pietatella, kako bi se stvorila ulica Via dei Griffi.
Godine 1564. bratovština posvećena Svetoj Barbari, pod pokroviteljstvom topnika Kraljevske marine, osnovala je svoju prvu crkvu u crkvi San Giovanni a Mare blizu Borgo degli Orefici. Godine 1727. bratovština se preselila u crkvu Santa Maria della Pietà dei Remolari. Ta je crkva srušena 1940. godine tijekom urbanističke obnove, a bratovština se ovamo preselila. Do 1960. ova je crkva bila središte proslava na festivalu u Santa Barbari, uključujući procesije i vatromete, a pod pokroviteljstvom Associazioni dei Corpi della Marina e degli Artiglieri. Više se nije koristio, a dekonsekriran je 1981.